# Индийские институты информационных технологий
Индийские институты информационных технологий (ИИИТ) — группа высших учебных заведений в Индии, готовящих специалистов в области информационных технологий. 5 из них основаны, финансируются и управляются Министерством развития человеческих ресурсов Индии. Остальные действуют на основе государственно-частного партнёрства.

## Формирование
К 2010 году Министерством развития человеческих ресурсов Индии были основаны институты в Гвалиоре, Аллахабаде, Джабалпуре и Канчипураме.
В 2010 году в Лок Сабху был внесён «Закон об индийских институтах информационных технологий 2010 года» (англ. Indian Institutes of Information Technology Bill 2010). Закон стремился дать статус Институтов национального значения существующим 4 институтам. После длительных обсуждений и внесения изменений 1 декабря 2014 года закон был принят парламентом и 8 декабря того же года опубликован под названием «Закон об Индийских институтах информационных технологий» (англ. Indian Institutes of Information Technology Act, 2014). Закон вступил в силу с 5 января 2015 года.
В 2015 году министерством был учреждён пятый ИИИТ в Карнуле, в рамках реализации обязательств государства по «Закону о реорганизации штата Андхра-Прадеш» (англ. Andhra Pradesh Reorganisation Act, 2014) В 2017 году поправкой к закону 2014 года ИИИТ в Карнуле был присвоен статус Института национального значения..
Помимо полностью государственных ИИИТ в 2010 году Объединённый совет министров Индии утвердил план открытия ещё 20 ИИИТ на основе государственно-частного партнёрства, которые финансируются центральным правительством, правительствами штатов и частными партнёрами в соотношении 50:30:15, соответственно. К 2014 году было внесено 23 предложения от 21 штата (Андхра-Прадеш (Читтур, Какинада), Ассам, Бихар, Чхаттисгарх, Гоа, Гуджарат, Харьяна, Химачал-Прадеш, Джаркханд, Карнатака, Керала, Мадхья-Прадеш, Махараштра (Пуна, Нагпур), Манипур, Одиша, Пенджаб, Раджастхан, Тамил-Наду, Трипура, Западная Бенгалия и Уттар-Прадеш), 16 из которых были утверждены (Андхра-Прадеш (Читтур, Какинада), Ассам, Гуджарат, Харьяна, Химачал-Прадеш, Карнатака, Керала, Мадхья-Прадеш, Раджастхан, Тамил-Наду, Махараштра (Пуна), Уттар-Прадеш, Западная Бенгалия, Манипур и Трипура). К 2017 году были основаны 14 из 16 утверждённых ИИИТ, кроме Какинада (Андхра-Прадеш) и в Бодхджунгнагаре (Трипура). Дополнительно в 2015 году Министерством развития человеческих ресурсов Индии одобрено открытие ИИИТ в Нагпуре (Махараштра) и Ранчи (Джаркханд) В 2016 году был одобрен ИИИТ в Бхагалпуре (Бихар).. В 2017 году был одобрен ИИИТ в Сурате (Гуджарат), доведя общее число ИИИТ до 20. К сентябрю 2017 года не открылись только ИИИТ в Какинаде и Бодхджунгнагаре.
9 августа 2017 года в газете «Gazette of India» (англ.) был опубликован «Закон об индийских институтах информационных технологий (государственно-частное партнёрство)» (англ. «The Indian Institutes of Information Technology (Public-Private Partnership) Act, 2017»). Закон присвоил статус Института национального значения 15 государственно-частным ИИИТ в Вадодаре (англ.), Гувахати (англ.), Шрисити (англ.), Коте (англ.), Тируччираппалли (англ.), Кальяни (англ.), Уне (англ.), Сонипате (англ.), Лакхнау (англ.), Коттаяме (англ.), Сенапати (англ.), Дхарваде (англ.), Пуне (англ.), Нагпуре (англ.) и Ранчи (англ.).
В законе 2017 года не указаны ни 3 ИИИТ открытые в рамках государственно-частного партнёрства в 2017 году в Сурате, Бхопале и Бхагалпуре, ни одобренные ИИИТ в Какинаде и Бодхджунгнагаре.

## Поступление
Поступление на 4000 мест в ИИТ для обучения на бакалавра проходит по результатам экзаменов организуемых Joint Seat Allocation Authority (англ.) и JEE-Main (англ.).

## Список ИИИТ
| Название                                                                                  | Краткое название    | Основан | Тип         | Местонахождение                    |
| ----------------------------------------------------------------------------------------- | ------------------- | ------- | ----------- | ---------------------------------- |
| Индийский институт информационных технологий имени Атала Бихари Ваджпаи в Гвалиоре        | ABV-IIITM Gwalior   | 1997    | Гос.        | Гвалиор, Мадхья-Прадеш             |
| Индийский институт информационных технологий в Аллахабаде                                 | IIITA               | 1999    | Гос.        | Аллахабад, Уттар-Прадеш            |
| Индийский институт информационных технологий, проектирования и производства в Джабалпуре  | IIITDMJ             | 2005    | Гос.        | Джабалпур, Мадхья-Прадеш           |
| Индийский институт информационных технологий, проектирования и производства в Канчипураме | IIITDM Kancheepuram | 2007    | Гос.        | Канчипурам, Тамилнад               |
| Индийский институт информационных технологий в Шрисити                                    | IIITS               | 2013    | Гос.-частн. | Шрисити (англ.), Андхра-Прадеш     |
| Индийский институт информационных технологий в Гувахати                                   | IIITG               | 2013    | Гос.-частн. | Гувахати, Ассам                    |
| Индийский институт информационных технологий в Вадодаре                                   | IIITV               | 2013    | Гос.-частн. | Вадодара, Гуджарат                 |
| Индийский институт информационных технологий в Коте                                       | IIITK               | 2013    | Гос.-частн. | Кота, Раджастхан                   |
| Индийский институт информационных технологий в Тиручираппалли                             | IIITT               | 2013    | Гос.-частн. | Тируччираппалли, Тамилнад          |
| Индийский институт информационных технологий в Уне                                        | IIITU               | 2014    | Гос.-частн. | Уна (англ.), Химачал-Прадеш        |
| Индийский институт информационных технологий в Сонипате                                   | IIIT Sonepat        | 2014    | Гос.-частн. | Сонипат, Харьяна                   |
| Индийский институт информационных технологий в Кальяни                                    | IIIT Kalyani        | 2014    | Гос.-частн. | Кальяни (англ.), Западная Бенгалия |
| Индийский институт информационных технологий в Лакхнау                                    | IIITL               | 2015    | Гос.-частн. | Лакхнау, Уттар-Прадеш              |
| Индийский институт информационных технологий в Дхарваде                                   | IIITD               | 2015    | Гос.-частн. | Дхарвад, Карнатака                 |
| Индийский институт информационных технологий, проектирования и производства в Карнуле     | IIITDM Kurnool      | 2015    | Гос.        | Карнул, Андхра-Прадеш              |
| Индийский институт информационных технологий в Коттаяме                                   | IIIT Kottayam       | 2015    | Гос.-частн. | Коттаям, Керала                    |
| Индийский институт информационных технологий в Манипуре                                   | IIIT Manipur        | 2015    | Гос.-частн. | Импхал, Манипур                    |
| Индийский институт информационных технологий в Нагпуре                                    | IIITN               | 2016    | Гос.-частн. | Нагпур, Махараштра                 |
| Индийский институт информационных технологий в Пуне                                       | IIITP               | 2016    | Гос.-частн. | Пуна, Махараштра                   |
| Индийский институт информационных технологий в Ранчи                                      | IIIT Ranchi         | 2016    | Гос.-частн. | Ранчи, Джаркханд                   |
| Индийский институт информационных технологий в Сурате                                     | IIIT Surat          | 2017    | Гос.-частн. | Сурат, Гуджарат                    |
| Индийский институт информационных технологий в Бхопале                                    | IIIT Bhopal         | 2017    | Гос.-частн. | Бхопал, Мадхья-Прадеш              |
| Индийский институт информационных технологий в Бхагалпур                                  | IIIT Bhagalpur      | 2017    | Гос.-частн. | Бхагалпур, Бихар                   |